# Nereis goajirana
Nereis goajirana är en ringmaskart som beskrevs av Augener 1933. Nereis goajirana ingår i släktet Nereis och familjen Nereididae. Inga underarter finns listade i Catalogue of Life.